# Alle case venie
Alle Case Venie è un romanzo di Romana Petri, finalista al Premio Strega 1998 e vincitore nello stesso anno del Premio Rapallo Carige per la donna scrittrice.

## Trama
1944-1945. In un paese tra le colline e la campagna dell'Umbria vivono Alcina e Aliseo, sorella e fratello. Lei è la maggiore, la più saggia e apparentemente la più forte. Ha dovuto crescere in fretta: sua madre è morta dando alla luce Aliseo e anche suo padre è morto prematuramente.
I tedeschi sono in fuga, i fascisti locali sono impegnati in un ultimo disperato atto di crudeltà e arroganza. Nel cuore di Alcina c'è la paura della solitudine e della morte.
I due giovani decidono di unirsi ai partigiani in montagna.

## Edizioni
- Alle Case Venie, (collana “Farfalle”), Venezia, Marsilio Editore, 1997.
- (EN) An Umbrian War, traduzione di Sharon Wood, New York, Toby Press, 2000, ISBN 9781902881140.

| Controllo di autorità | VIAF (EN) 2097151965281100470003 |